# Yatagarasu

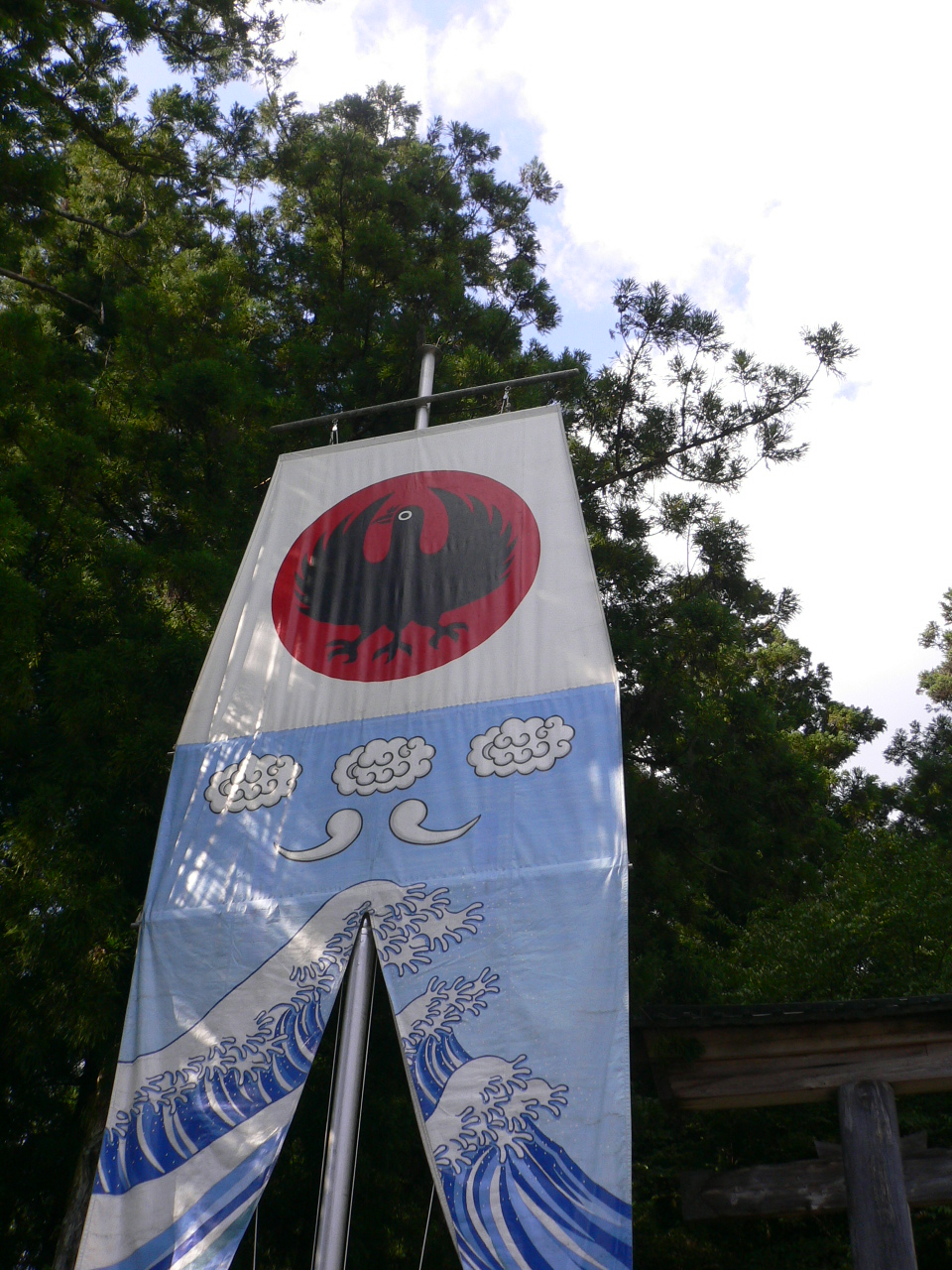
Flaga z wizerunkiem Yatagarasu

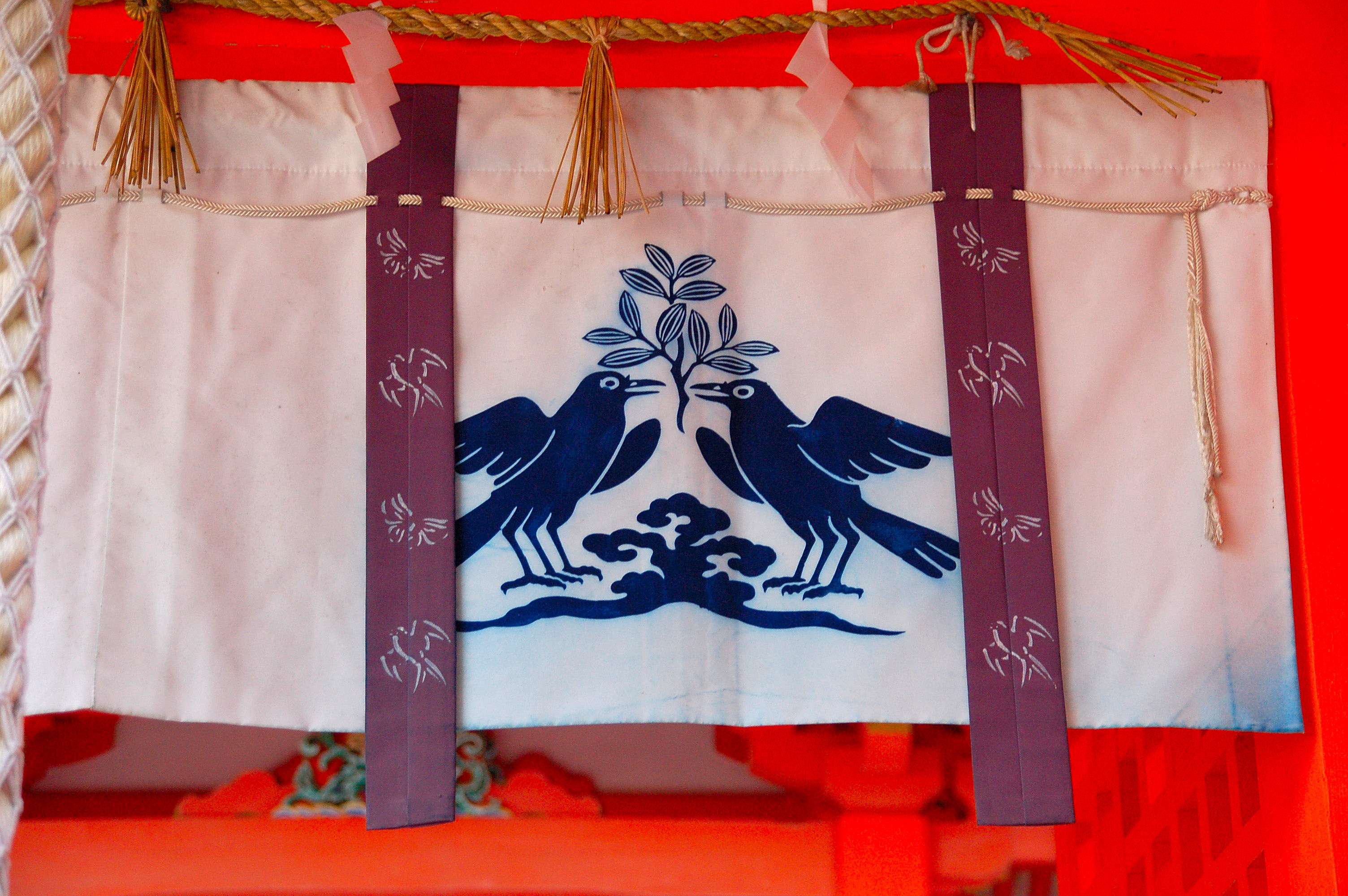
Wizerunek Yatagarasu

Yatagarasu, Yata no karasu (jap. 八咫烏) – w mitologii japońskiej ptak bogini słońca Amaterasu. Przedstawiany jest w postaci trójnogiego kruka, chociaż żadne źródło historyczne nie potwierdza takiej liczby nóg. Motoori Norinaga zinterpretował jego nazwę jako „ośmiogłowy kruk”.

## Mitologia
W mitach Yatagarasu występuje jako wysłannik boga. Był latającym przewodnikiem cesarza Jimmu podczas jego kampanii mającej na celu podbicie wschodnich ziem Japonii. Prowadził go aż do Uda (prowincja Yamashiro). W Kojiki posyła go Takamimusubi. W Nihon-shoki zostaje on wysłany przez Amaterasu. Wcześniej wyjaśnia ona Jimmu, iż zadaniem Yatagarasu jest w stanie przeprowadzić jego armię przez spadziste góry, jakie stoją na jej drodze. Niezależnie od wersji Yatagarasu zawsze był posłańcem boga dla Jimmu.
W Kogo shūi Yatagarasu został(a) zidentyfikowan(a) jako prababka Kamo no Agata-nushi. Shinsen shōjiroku (względnie Seishiroku) podaje, że „prababka rodu Kami-musubi no Mikoto, z którego wywodzi się Kamo Take Tsunomi no Mikoto, przybrała formę wielkiego kruka, aby wspomnianą posługę wykonać”. Kamo no Agata-nushi (w Nihon-shoki także Kazunu no Agata-nushi, względnie Kadono no Agata-nushi) była pierwszą rodziną wysokich rangą kapłanów w świątyni Kamo (jap. 賀茂神社).
Dzięki wrodzonym talentom do zmiany kształtu własnego ciała odgrywali ważną rolę w wielu ezoterycznych obrzędach sintoistycznych.
Najczęściej przyjmuje się, że postać Yatagarasu wywodzi się z chińsko-koreańskiej strefy kulturowej. Dlatego uważa się, że Nihon-shoki informuje o tym, gdyż w roku 650, za panowania cesarza Kōtoku, gdy przybyli na ziemie Japonii wysłannicy z Chin, to przywieźli ze sobą martwą wronę z trzema nogami.

## Święta
W świątyniach w Kumano obchodzi się znaczące święta ku czci Yatagarasu:
- 1 stycznia z samego rana jeden z kapłanów czerpie wodę z pobliskiego wodospadu i zanosi ją do Kumano Hongū Taisha. Nosi on czarne nakrycie głowy, zwane yatagarasu-bō. Ma ono przedstawiać postać kruka. Następnie zostaje wyśpiewana ezoteryczna i tajemnicza modlitwa shintoistyczna (norito), po czym wytwarza się amulety (shinpu) mające pomagać przy narodzinach lub też chroniące przed plagami insektów.